# Diario de Manila
El Diario de Manila fue un periódico escrito en español y distribuido en Filipinas en el tiempo en que el archipiélago era parte de España. Fue fundado el 11 de octubre de 1848 y cerrado por decreto oficial el 19 de febrero de 1898, año en que España perdió las Filipinas. La razón dada para su cierre fue que su imprenta se utilizaba para propagar publicidad revolucionaria. El diario era editado por Felipe del Pan y publicado por Ramírez y Compañía, imprenta basada en el barrio de Intramuros, Manila, con sus oficinas en el de Binondo.

## Historia
Se fundó dos años después de La Esperanza, primera publicación diaria de Filipinas en español (1 de diciembre de 1846). Ambos fueron los periódicos más vendidos en las islas, en tanto que el número de hablantes nativos de español crecía.
Su establecimiento tipográfico llegó en 1850, y hasta 1851 la imprenta fue la de Sres. Ramírez y Giraudier, luego denominada Ramírez y Compañía. En 1852 se estableció que el periódico se fundiría con el Boletín, publicación oficial de las Filipinas, hasta que comenzase a publicarse la Gaceta de Manila, cuyo primero número se previó para enero de 1861. Por lo tanto, el periódico quedó obligado a publicar entre esas fechas, sin retribución por su servicio, documentos y mensajes oficiales del gobierno de Manila. Llegó a competir directamente con el diario El Comercio.
En los documentos de la época El Diario de Manila era destacado como publicación filipina, incluso puesto, con mayor o menor juicio, al mismo nivel que los grandes diarios de Europa.
En 1896 Mariano Gil, un párroco, dio cuenta al gobierno español de la colonia de que un trabajador de la imprenta Ramírez y Compañía había confesado que la empresa estaba involucrada en la conspiración revolucionaria tagala. Otros, como Emilio Reverter, han pensado que en realidad el párroco investigó el asunto por su cuenta durante al menos dos años. El día 20 de agosto de ese año se investigaron las imprentas del Diario de Manila y de El Español, hallándose pruebas materiales de la rebelión tagala; entre ellas, las planchas de impresión de recibos y proclamas del Katipunan. El general de Filipinas envió una nota a Madrid, augurándose el cierre del periódico. Poco después la rebelión obligó a declarar el estado de guerra en varias provincias filipinas.